# I'll Be There for You (Bon Jovi)
I'll Be There for You is een nummer van de Amerikaanse rockband Bon Jovi. Het is de derde single van hun vierde studioalbum New Jersey uit september 1988. Op 4 april 1989 werd het nummer op single uitgebracht.

## Achtergrond
Door veel hardrock te laten horen op het album New Jersey wilden de mannen van Bon Jovi laten zien dat ze ruige jongens waren, maar met de rockballad "I'll Be There for You" laten ze zich van een serieuzere kant zien, zoals ze ook deden op de daaropvolgende albums Keep the Faith en These Days. De plaat werd een grote hit in Noord-Amerika, met een nummer 1-notering in de Amerikaanse Billboard Hot 100. In Canada werd de 2e positie bereikt, in Australië de 16e en in Nieuw-Zeeland de 23e. In Europa werd de plaat in een aantal landen een kleine hit. In Ierland werd de 6e positie bereikt en in het Verenigd Koninkrijk de 18e positie in de UK Singles Chart.
In Nederland werd de plaat een radiohit in de destijds twee hitlijsten. De plaat bereikte de 21e positie in de  Nederlandse Top 40 en de 22e positie in de Nationale Hitparade Top 100.
In België bereikte de plaat
de 18e positie in de Vlaamse Radio 2 Top 30 en de 29e positie in de voorloper van de Vlaamse Ultratop 50.